# جدول زمانی جبهه شرقی جنگ جهانی دوم
این مقاله شامل جدول زمانی جبهه شرقی جنگ جهانی دوم است و به سیر حوادث جنگ بین آلمان و اتحاد جماهیر شوروی بین سال‌های ۱۹۴۱ تا ۱۹۴۵ می‌پردازد.

## ۱۹۴۱
- ۱۹۴۱-۰۶-۲۲ - آغاز عملیات بارباروسا، تهاجم نیروهای محور به رهبری آلمان به اتحاد جماهیر شوروی
- ۱۹۴۱-۰۶-۲۲ – ۱۹۴۱-۰۸-۲۸ - نبرد منطقه بالتیک
- ۱۹۴۱-۰۶-۲۲ – ۱۹۴۱-۰۷-۰۹ - نبرد بیاویستوک-مینسک – محاصره و انهدام جبهه غربی ارتش سرخ شامل سه ارتش میدانی سوم، چهارم و دهم - اسارت ۲۹۰ هزار نفر از نیروهای ارتش سرخ
- ۱۹۴۱-۰۷-۰۱ - ورود نیروهای گروه ارتش شمال ورماخت به ریگا، پایتخت لتونی در برابر مقاومت حداقلی
- ۱۹۴۱-۰۷-۱۰ – ۱۹۴۱-۰۹-۱۰ نبرد اسمولنسک – محاصره و انهدام سه ارتش شانزدهم، نوزدهم و بیستم جبهه غربی شوروی - اسارت ۳۴۷ هزار نفر از نیروهای ارتش سرخ
- ۱۹۴۱-۰۷-۱۵ – ۱۹۴۱-۰۸-۰۸ نبرد اومان – محاصره و انهدام دو ارتش ششم و دوازدهم جبهه جنوب غربی شوروی - اسارت ۱۰۳ هزار نفر از نیروهای ارتش سرخ
- ۱۹۴۱-۰۸-۰۸ – ۱۹۴۱-۰۹-۱۹ نبرد کیف – محاصره و انهدام پنج ارتش جبهه جنوب غربی شوروی - اسارت ۶۶۵ هزار نفر از نیروهای ارتش سرخ
- ۱۹۴۱-۰۹-۰۸ - تکمیل محاصره لنینگراد توسط گروه ارتش شمال ورماخت در همکاری با نیروهای فنلاندی
- عملیات سیلبرفوکس
- نبرد روسلاول
- ۱۹۴۱-۱۰-۰۲ – ۱۹۴۲-۰۱-۲۰ - نبرد مسکو – تهاجم ورماخت به مسکو پایتخت شوروی در جریان عملیات تایفون - توقف ورماخت پشت دروازه‌های مسکو - عقب رانده شدن نیروهای آلمانی در پی ضد حمله زمستانه ارتش سرخ
  - ۱۹۴۱-۱۰-۰۲ - ۱۹۴۱-۱۰-۱۰ - نبرد ویازما - محاصره و انهدام چهار ارتش جبهه غربی و ذخیره شوروی- اسارت ۶۷۳ هزار نفر از نیروهای ارتش سرخ
  - ۱۹۴۱-۰۹-۳۰ – ۱۹۴۱-۱۰-۱۲ - نبرد بریانسک - محاصره و انهدام سه ارتش جبهه بریانسک شوروی- اسارت ۵۰ هزار نفر از نیروهای ارتش سرخ
  - ۱۹۴۱-۱۲-۰۲ رسیدن نیروهای ورماخت به ۳۰ تا ۷۰ کیلومتری مسکو
  - ۱۹۴۱-۱۲-۰۵ – ۱۹۴۲-۰۱-۲۰ –  ضد حمله زمستانه ارتش سرخ - عقب رانده شدن نیروهای آلمانی و رفع خطر از مسکو
- ۱۹۴۱-۱۰-۲۱ – ۱۹۴۱-۱۰-۲۷ - نبرد روستوف – تصرف روستوف-نا-دونو توسط گروه ارتش جنوب ورماخت - عقب رانده شدن نیروهای آلمانی تا رود میوس با ضد حمله ارتش سرخ

- ۱۹۴۱-۱۰ – ۱۹۴۲-۰۷-۰۴ - کارزار کریمه - تصرف شبه‌جزیره کریمه و شهر سواستوپول توسط نیروهای ارتش یازدهم ورماخت به فرماندهی ارتشبد اریش فن مانشتاین
  - * ۱۹۴۱-۱۱-۱۶ – ۱۹۴۲-۰۷-۰۴ محاصره سواستوپول – تخلیه سواستوپول توسط ارتش سرخ و تصرف آن توسط ورماخت
- نبرد نخست خارکوف - تصرف خارکوف توسط نیروهای گروه ارتش جنوب ورماخت

## ۱۹۴۲
- ژانویه–آوریل - نبرد رژف: تلاش فاجعه‌بار شوروی برای بازپس‌گیری شهر رژف
- ۰۸-۰۲-۱۹۴۲ - محاصره دمیانسک
- ۱۹۴۲-۰۵-۱۲ – ۱۹۴۲-۰۵-۳۰ - نبرد دوم خارکوف - حمله بهاری شوروی برای بازپس‌گیری شهر خارکوف که در محاصره عناصر ارتش یکم زرهی ارتش ششم ورماخت بود، به پایان رسید.
- ژوئیه - نبرد وورونژ (۱۹۴۲)
- ۱۹۴۲-۰۶-۲۸ - مورد آبی: تهاجم تابستانی نیروهای محور برای تصرف میادین نفتی قفقاز - افزوده شدن تصرف استالینگراد به طرح
- ژوئیه - نبرد رژف
- ۱۹۴۲-۰۷-۲۳ – ۱۹۴۳-۰۲-۰۱ - نبرد قفقاز: نیروهای آلمانی از کوه البروس صعود می‌کنند، اما نیروهای محور نمی‌تواند از طریق میادین نفتی دریای خزر بجنگد.
- ۱۹۴۲-۰۸-۲۳ – ۱۹۴۳-۰۲-۰۲ - نبرد استالینگراد: خونین‌ترین نبرد تاریخ
- ۱۹۴۲-۱۱-۱۹ عملیات اورانوس راه‌اندازی شد – ارتش رومانی و مجارستان نابود شد. ۳۰۰۰۰۰ سرباز نیروهای محور در استالینگراد به دام افتادند.
- نوامبر–دسامبر عملیات مریخ – یکی دیگر از تلاش‌های فاجعه‌بار شوروی برای بازپس‌گیری شهر رژف و بدترین شکست گئورگی ژوکوف.
- ۱۹۴۲-۱۲-۱۲ – ۱۹۴۲-۱۲-۲۹ عملیات طوفان زمستان – موفق به خلاص کردن شهر استالینگراد نمی‌شود
- ۱۹۴۲-۱۲-۱۵ - ۱۹۴۳-۰۲-۲۵ عملیات زحل - حمله شوروی موقعیت نیروهای محور را در قفقاز و دنباس در شرق اوکراین ویران کرد.

## ۱۹۴۳
- عملیات بوفالو
- ۱۹۴۳-۰۲-۱۶ – ۱۹۴۳-۰۳-۱۵ نبرد سوم خارکوف – اریش فن مانشتاین ارتش سرخ بیش از حد گسترش یافته را به دام انداخت.
- ۱۹۴۳-۰۷-۰۵ – ۱۹۴۳-۰۸-۰۱ نبرد کورسک – بزرگترین نبرد تانک در تاریخ؛ آلمانی‌ها با دفاع در عمق شکست خوردند
- ۱۹۴۳-۰۷-۳۰ نبرد مینوس
- اوت نبرد بلگورود
- اوت نبرد چهارم خارکف
- نبرد اسمولنسک (۱۹۴۳)
- سپتامبر–نوامبر نبرد دنیپر
- اکتبر نبرد لنینو
- نوامبر نبرد کیف
- دسامبر تا اوت ۱۹۴۴ حمله دنیپر-کارپات

## ۱۹۴۴
- ژانویه - جیب کرسون
- ۱۹۴۴-۰۱-۱۸ – محاصره لنینگراد مطرح شد
- ۱۹۴۴-۰۱-۱۴ – ۱۹۴۴-۰۳-۰۱ – حمله لنینگراد-نوگورود
- ۱۹۴۴-۰۴-۰۸ – ۱۹۴۴-۰۵-۱۲ – حمله به کریمه
- فوریه–ژوئیه – نبرد ناروا –  حمله لنینگراد-نوگورود شوروی توسط نیروهای آلمانی از جمله شکل‌های سرباز وظیفه استونی
- ژوئن – اوت – عملیات باگراتیون – نابودی گروه ارتش مرکز آلمان
- جولای–اوت – حمله لووف-ساندومیر – نابودی گروه ارتش جنوب آلمان
- ژوئیه - عملیات ناروای شوروی - تصرف شهر ناروا توسط شوروی
- ۲۶-۰۷-۱۹۴۴ - ۱۲-۰۸-۱۹۴۴ - نبرد خط تاننبرگ - پیشروی شوروی به بندر تالین توسط نیروهای آلمانی متوقف شد.
- اوت – عملیات Iassy-Kishinev (به آلمانی Operation Jassy-Kischinew'') - شکست نیروهای آلمانی در رومانی و تغییر طرف‌های رومانی
- ۱۹۴۴-۰۸-۲۳ – رومانی طرف‌ها را تغییر می‌دهد
- اوت–سپتامبر – قیام ورشو – به دلیل عدم حمایت خارجی شکست خورد.
- ۱۹۴۴-۰۸-۲۹ - ۱۹۴۴-۱۰-۲۸ - قیام ملی اسلواکی - کودتای نافرجام نیروهای نامنظم اسلواکی-شوروی در اسلواکی
- اوت–اکتبر – نبرد بالتیک (۱۹۴۴) –  گروه ارتش شمال آلمانی به دام افتاده در کورلند
- ۱۹-۰۹-۱۹۴۴ - اتحاد جماهیر شوروی آتش‌بس مسکو را با فنلاند امضا کرد.
- ۱۹۴۴-۱۰-۰۶ - ۱۹۴۴-۱۰-۲۸ - نبرد دبرسن - گروه ارتش آلمان Fretter-Pico گروه متحرک شوروی Pliev از 2nd اوکراین را محاصره و نابود کرد.
- ۱۹۴۴-۱۰-۱۶ - ۱۹۴۴-۱۰-۳۰ - عملیات گومبینن (اولین حمله پروس شرقی) - نیروهای شوروی پس از نبرد ممل تلاش ناموفق برای پیشروی به سمت شرق پروس]
- اکتبر - نبرد بلگراد
- ۱۹۴۴-۱۲-۲۹ – ۱۹۴۵-۰۲-۱۳ – محاصره بوداپست

## ۱۹۴۵
- ۱۹۴۵-۰۱-۱۲ - ۱۹۴۵-۰۲-۰۲ - تهاجم ویستولا اودر - پیشروی شوروی از لهستان به اعماق مرزهای آلمان (از محل مرزها در آن زمان مشاهده می‌شود)
- ۱۳-۰۱-۱۹۴۵ - ۱۹۴۵-۰۴-۲۵ - دومین حمله پروس شرقی - نیروهای شوروی در پروس شرقی پیشروی کردند و کونیگزبرگ را محاصره کردند.
- ۱۹۴۵-۰۲-۰۲ - ۱۹۴۵-۰۲-۲۴ - حمله سیلزی پایین
- ۱۹۴۵-۰۲-۱۳ - ۱۹۴۵-۰۵-۰۶ - محاصره برسلاو
- ۱۹۴۵-۰۳-۰۶ – ۱۹۴۵-۰۳-۱۷ – عملیات بیداری بهار – آخرین حمله آلمان در جنگ
- ۱۹۴۵-۰۳-۱۵ - ۱۹۴۵-۰۳-۳۱ - حمله سیلسی بالا
- ۰۲-۰۴-۱۹۴۵ - ۱۳-۰۴-۱۹۴۵ - تهاجم وین
- ۱۹۴۵-۰۴-۱۶ – ۱۹۴۵-۰۴-۱۹ – نبرد ارتفاعات زی‌لو – حمله  گئورگی ژوکوف به برلین
- ۱۹۴۵-۰۴-۱۶ – ۱۹۴۵-۰۵-۰۲ – نبرد برلین – یک ماه درگیری خیابانی
- ۱۹۴۵-۰۴-۲۴ - ۱۹۴۵-۰۵-۰۱ - نبرد Halbe - عناصر ارتش نهم (ورماخت) به سمت غرب فرار کردند.
- ۳۰/۰۴/۱۹۴۵ – مرگ آدولف هیتلر
- ۰۷-۰۵-۱۹۴۵ - تسلیم بی‌قید و شرط آلمان در رایمز
- ۰۸-۰۵-۱۹۴۵ - تسلیم بی‌قید و شرط آلمان در برلین
- ۱۹۴۵-۰۵-۰۸ – پایان جنگ جهانی دوم در اروپا
- ۱۹۴۵-۰۵-۰۶ - ۱۹۴۵-۰۵-۱۱ - تهاجم پراگ
- ۱۹۴۵-۰۵-۰۸ – ۱۹۴۵-۰۵-۹ – برنهلم